# Stina
Stina je žensko osebno ime.

## Izvor imena
Ime Stina je skrajšana različica ženskih osebnih imen Celestina, Ernestina, Justina in Kristina.

## Pogostost imena
Po podatkih Statističnega urada Republike Slovenije je bilo na dan 31. decembra 2007 v Sloveniji število ženskih oseb z imenom Stina: 27.

## Osebni praznik
Osebe z imenom Stina lahko godujejo takrat kot osebe, ki nosijo ime Celestina, Ernestina, Justina in Kristina.